# La Force de tuer
Pour plus de détails, voir Fiche technique et Distribution.
La Force de tuer  (en letton : Drosme nogalināt) est un film dramatique letton réalisé par Aigars Grauba et Igors Linga d'après la pièce éponyme de Lars Norén, sorti en 1993. 

## Fiche technique
- Titre français : La Force de tuer
- Réalisation : Aigars Grauba
- Scénario : Igors Linga, Aigars Grauba, Hanss Bertilsons
- Directeur de la photographie : Juris Garjānis, Gints Bērziņš
- Musique : Uģis Prauliņš
- Directeur artistique : Mārtiņš Milbrets
- Son : Len Davies
- Montage : Sandra Alksne
- Caméra : Dainis Silins
- Société de production : Starp Eiropu un Honkongu
- Son : Dolby Digital
- Pays d'origine : Lettonie
- Dates de sortie : 1993
- Genre : film dramatique
- Langue : letton
- Durée : 100 minutes

## Distribution
- Armands Reinfelds : Eric
- Uldis Norenbergs : Père d'Eric
- Maija Jevhuta : Radka
- Ingūna Zemzare : Margaret
- Regīna Razuma : Petit cœur
- Gunta Virkava : épisode
- Elza Radziņa : épisode
- Andrejs Volmārs : épisode
- Zane Jančevska : épisode
- Andris Bērziņš : épisode